# كأس ملك إسبانيا 1985–86
كأس ملك إسبانيا 1985–86 (بالإسبانية: Copa del Rey de fútbol 1985-86)‏ هو الموسم 82 من كأس ملك إسبانيا. أشرف على تنظيمه الاتحاد الملكي الإسباني لكرة القدم، وكان عدد الأندية المشاركة فيه 142، وفاز فيه ريال سرقسطة.